# Venice International University
La Venice International University (VIU) és un centre internacional d'educació superior i investigació localitzat a l'illa de San Servolo, a Venècia, Itàlia. Va ser fundada el 15 de desembre de 1995 com un consorci de cinc universitats i dos institucions italianes.
Des de la seva fundació, la Venice International University ha crescut fins a reunir actualment setze miembres:
- Boston College
- Duke University
- Ludwig-Maximilians-Universität
- Universitat de Tel-Aviv
- Tongji University of Shanghai
- Tsinghua University of Beijing
- Ca' Foscari University of Venice
- Koç University
- University Iuav of Venice
- Universitat Autònoma de Barcelona
- Waseda University of Tokyo
- Università degli Studi di Padova
- European University at Saint Petersburg
- Consiglio Nazionale delle Ricerche - CNR
- Ministero dell'Ambiente e della Tutela del Territorio e del Mare
- Provincia di Venezia

## SHSS - School of Humanities and Social Sciences
La School of Humanities and Social Sciences (SHSS) ofereix cursos universitaris, seminaris intensius, activitates extra-curriculars y co-curriculars durant els dos semestres acadèmics (Tardor i Primavera) i escoles d'estiu, celebrats cada any i oberts als estudiants de les Universitats Membre.

## TEDIS Center
TEDIS (Center for Studies on Technologies in Distributed Intelligence Systems) és un centre d'investigació fundat en el si de la Venice International University el 1999. En el centre es du a terme investigació en innovació i competitivitat, sota la supervisió d'un comitè de gestió internacional. TEDIS ha desenvolupat també un programa d'investigació conjunta en districtes industrials, globalització, y cadenes de valor globals en cooperació amb el Centre en Globalització, Governabilitat y Competitivitat de la Duke University.
La investigació en el TEDIS s'enfoca en quatre àrees principals:
- Districtes Industrials, Tecnologies i Xarxes
- PiMES, Clusters locals i Internacionalizació
- Creativitad, Disseny i Innovació
- Transport, Logística i Gestió de Cadenes de Subministrament

## TEN Center
El Centre de 'Thematic Environmental Networks' (TEN) és un centre de formació i investigació en el camp del medi ambient i desenvolupament sostenible. L'any 2003, el Ministeri italià de Medi ambient, Territori i Mar va seleccionar TEN Center com a col·laborador científic per a la participació en el Capacity Building dins del Programa Sino-Italià de Cooperació per a la Protecció del Mediambient, així com per al Curs de Sostenibilitad per països d'Europa de l'Est, Asia Central i la regió del Mar Negre.

## VIU Campus

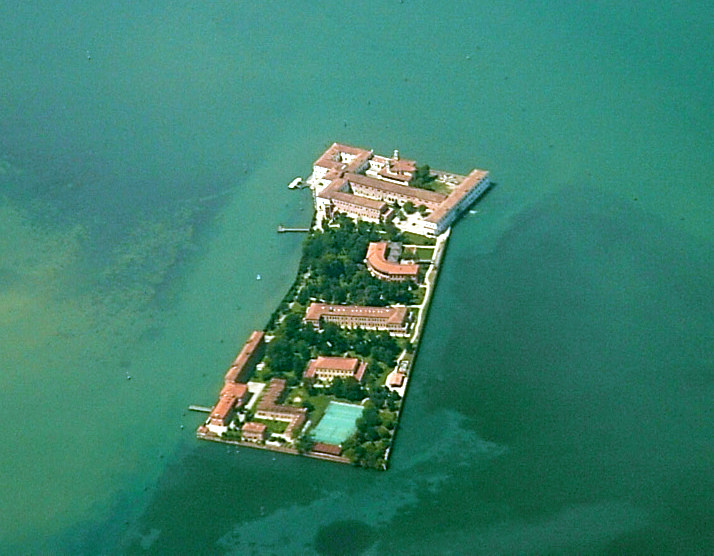
Vista aèria de San Servolo

La Venice International University està situada a l'illa de San Servolo, a edificis que abans van ser un monestir, que després es convertí en un hospital militar i més endavant en un hospital psiquiàtric que fou finalment desmantellat el 1985. El 1995 els edificis es van sotmetre a una restauració acurada i ara l'illa ofereix un parc amb cmaps esportius, una cafeteria, un bar i algunes obres d'art d'artistes contemporànis internacionals, com Kan Yasuda, Pietro Consagra, Fabrizio Plessi i Sandro Chia. Les instal·lacions de la VIU inclouen aules, sales per a conferències i seminaris, una biblioteca, sales amb ordinadors i connexió wi-fi. Un servei públic de vaixell connecta l'illa amb el centre històric de Venècia.